# Жупков
Жупков (слч. Župkov) насељено је мјесто са административним статусом сеоске општине (слч. obec) у округу Жарновица, у Банскобистричком крају, Словачка Република.

## Становништво
| Година:    | 1994. | 2004.   | 2014.    | 2024.   |
| ---------- | ----- | ------- | -------- | ------- |
| Број људи: | 734   | 727     | 872      | 842     |
| Разлика:   |       | -0,95 % | +19,94 % | -3,44 % |

| Година:    | 2023. | 2024.   |
| ---------- | ----- | ------- |
| Број људи: | 851   | 842     |
| Разлика:   |       | -1,05 % |

Према подацима о броју становника из 2011. године насеље је имало 839 становника.